# Wouter Basson
Wouter Basson ps. Doktor Śmierć (ur. 6 lipca 1950) – południowoafrykański kardiolog, pochodzący z Kapsztadu.
W latach 1981–1993 (apartheid) Basson kierował tajnym programem rządowym Project Coast, zajmującym się rozwojem broni bakteriologicznej i chemicznej. Basson opracowywał środki, których planowano używać między innymi przeciwko aresztowanym przeciwnikom apartheidu. Program dysponował nieograniczonym budżetem, a sam Basson miał pełną dowolność w działaniu.
W latach 1997–1999 Basson przebywał w areszcie za handel narkotykami. W 2002 roku został uniewinniony od zarzutów morderstwa i posiadania substancji trujących. Oskarżano go między innymi o prowadzenie prac nad truciznami działającymi jedynie na osoby czarnoskóre. W 2011 roku Rada Etyki Lekarskiej RPA rozpoczęła przeciw niemu kolejne dochodzenie, oskarżając go o produkcję pocisków moździerzowych z gazem łzawiącym dla rządu Angoli, kapsułek z cyjankiem potasu dla agentów służb bezpieczeństwa i podawanie więźniom politycznym narkotyków i środków paraliżujących.
27 marca 2019, sześć lat po tym, jak komitet HPCSA uznał Bassona za winnego nieetycznego zachowania, Sąd Najwyższy w Gauteng orzekł, że członkowie komisji, którzy przewodniczyli rozprawie dyscyplinarnej, byli stronniczy. Sędzia orzekł, że postępowanie (wszczęte przez HPCSA przeciwko Bassonowi) było nieprawidłowe i niesprawiedliwe oraz całkowicie lekceważyło prawa Bassona. Rozprawa (a zatem stwierdzenie nieetycznego postępowania przez komisję) została uchylona.